# Tiền thưởng triều Nguyễn

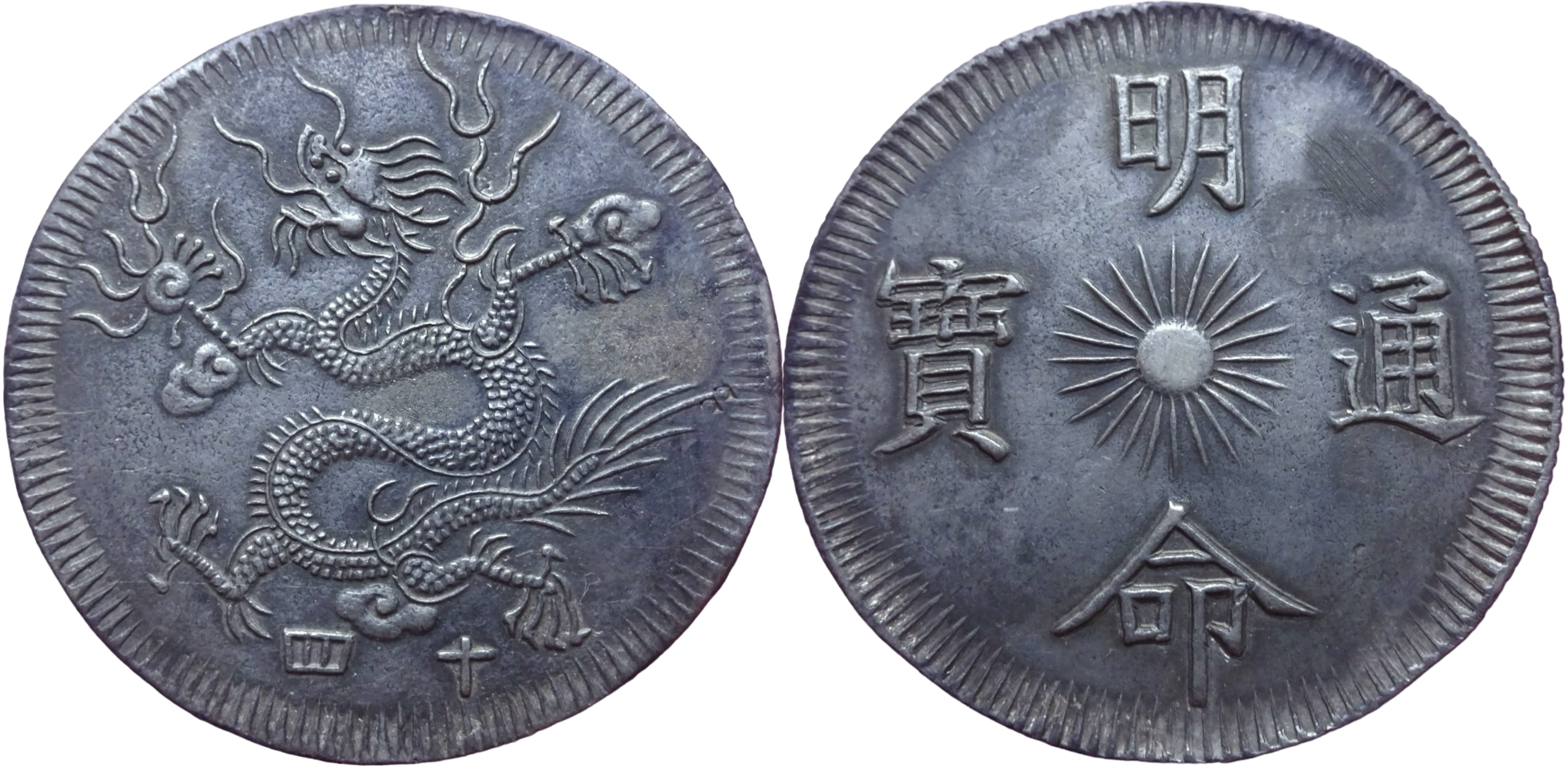
7 tiền Phi Long, tiền thưởng bằng bạc được đúc vào năm 1833, niên hiệu Minh Mạng thứ 14, mặt trước là hình rồng 5 móng lượn hình chữ S, với đường kính 41 mm và nặng đến 27,27 gr - nặng và lớn hơn so với Đô la Tây Ban Nha và Đô la thương mại đương thời.

Tiền thưởng triều Nguyễn (阮朝奖金) là những đồng tiền được các vị vua Nhà Nguyễn cho đúc và lưu trữ trong ngân khố chỉ với mục đích ban thưởng cho các quan lại, vương công quý tộc hoặc dân chúng có công lao với triều đại và đất nước trong các dịp khánh tiết của triều đình, chúng không được sử dụng trong lưu hành và trao đổi thương mại như một loại tiền tệ chính thức, ngoại trừ một số loại tiền thưởng được đúc bằng đồng.
Từ thời vua Tự Đức, đặc biệt là cuối triều Nguyễn - thời Pháp thuộc, ngoài các hạng huân chương ban thưởng như ngọc khánh, kim khánh, kim bôi và sau này là Đại Nam Long tinh... Triều đình còn ban tiền thưởng như một hình thức ghi nhận công trạng cho người có công, vì thế tiền thưởng có thể được xem là một dạng kỷ niệm chương, huân chương hay bằng khen ở cấp trung ương dành cho thần dân trong lãnh thổ của nhà nước Đại Nam và dưới thời Pháp thuộc, các vua triều Nguyễn cũng ban tặng tiền thưởng cho một số quan chức người Pháp có công trạng với triều đình. Về sau tiền thưởng còn được dùng như kim khánh, kim bội làm vật trang sức đeo cổ kèm một dải thùy anh bằng san hô, hay dải ruy băng bằng lụa màu để đeo ngực như biểu dương công trạng kèm 1 tờ lục chỉ đề rõ ngày cấp.
Tiền thưởng được đúc bằng nhiều chất liệu, quý nhất là bằng vàng, được gọi là Kim tiền, xếp thứ hai là được đúc bằng bạc, được gọi là Ngân tiền, ngoài ra còn được đúc bằng đồng, được gọi là Đồng tiền. Dưới thời Pháp thuộc, vì nguồn tài chính đã bị chính phủ thuộc địa kiểm soát nên triều đình phần lớn chỉ cho đúc tiền thưởng mạ bạc mạ vàng. Tiền thưởng triều Nguyễn dạng tròn như đồng xu chỉ mới xuất hiện dưới thời vua Minh Mạng, thời vua Gia Long chỉ có tiền thưởng dạng thỏi bạc và vàng. Việc đúc tiền thưởng dưới dạng đồng xu được xem là tiết kiệm hơn dạng thỏi vì kích thước cũng như trọng lượng nhỏ hơn, cũng mỹ thuật hơn.
Có một số ý kiến cho rằng mục đích ban đầu của vua Minh Mạng cho đúc tiền thưởng là để cạnh tranh với các xu bạc Real Tây Ban Nha (còn gọi là Mảnh tám) đang được sử dụng để thanh toán thương mại trong khu vực và cũng xuất hiện phổ biến ở Việt Nam vào thời điểm đó. Đấy cũng chính là lý do mà triều Nguyễn đã cho đúc những đồng xu bạc Phi long với vẻ bề ngoài tương tự như đồng real Tây Ban Nha, chứ trước đó lịch sử Việt Nam chưa từng ghi nhận tiền đúc bằng kim loại quý và trước đó cũng chỉ tồn tại loại tiền đúc có lỗ vuông, chứ chưa từng xuất hiện xu mặt trơn. Tác giả người Pháp Francois Joyaux ủng hộ quan điểm này, nhưng ông cũng đã cho biết rằng việc cho lưu hành xu bạc Phi long chỉ là dự định của Nhà Nguyễn, chứ trên thực tế chúng chưa từng được lưu hành như một dạng tiền tệ chính thức, dù trên xu bạc có 2 chữ "thông bảo", có nghĩa là "tiền tệ lưu hành chín thức". Schroeder xuất bản tác phẩm Etudes numismatiques sur l'Annam năm 1905, trong sách này, ông ấy gọi tiền thưởng triều Nguyễn là "huân chương".

## Lịch sử
Tiền thưởng được đúc dưới dạng đồng xu tròn trong lịch sử Việt Nam trước thời Minh Mạng chỉ được đúc bằng chất liệu đồng với đường kính và trọng lượng lớn và nặng gấp 2-3 lần xu tiêu dùng với các hoạ tiết đặc biệt có lỗ vuông, đối với những người có công trạng quan trọng với triều đình sẽ được vua tặng thưởng bằng vàng thỏi hoặc bạc thỏi, còn loại tiền thưởng tròn như đồng xu, không có lỗ vuông và được đúc bằng kim loại quý như vàng hoặc bạc chỉ xuất hiện lần đầu tiên dưới triều vua Minh Mạng của Nhà Nguyễn, chứ trước đó không có. Năm 1832, vua Minh Mạng cho đúc đồng tiền thưởng bằng bạc với tên gọi là Phi long, đây là đồng tiền hoàn toàn mới đối với người Việt Nam, vì chúng được đúc bằng bạc, không có lỗ vuông ở giữa và có ghi năm đúc dưới dạng niên hiệu của nhà cai trị.
| “                       | Tháng 6 năm Nhâm Thìn, Minh Mệnh 13, 1832 "Đúc kim tiền và ngân tiền phi long, kim tiền 1.000 đồng mỗi đồng nặng 3 phân dùng vàng lá 7 – 8 tuổi. Ngân tiền 20.000 đồng mỗi đồng nặng 7 phân dùng bạc 7 thành | ” |
| — Sách Đại Nam Thực lục | |   |

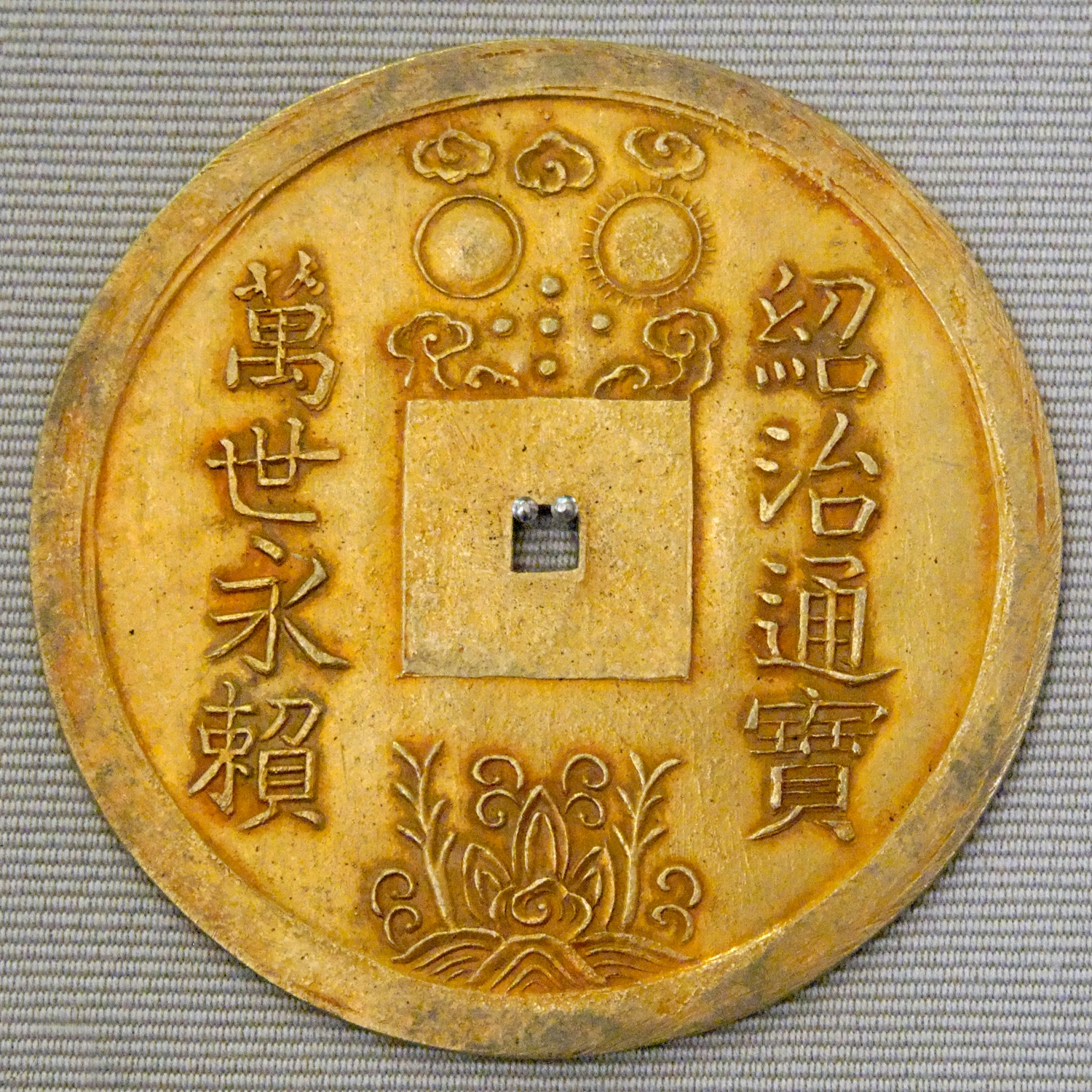
Tiền thưởng bằng vàng mệnh giá 1 lạng được đúc dưới thời vua Thiệu Trị (1841-1847); trọng lượng 38,12g, đường kính 64 mm; Mặt trước xu có biểu tượng Mặt Trăng và Mặt Trời nằm phía trên lỗ vuông, phía dưới lỗ vuông là 3 ngọn núi có cây trường thọ.

Bắt đầu từ thời vua Minh Mạng đã cho đúc tiền thưởng bằng vàng và bạc để lưu trữ trong ngân khố mà dùng dần, đến tận thời vua Duy Tân, triều đình vẫn còn ban tặng tiền thưởng Phi long được đúc dưới thời Minh Mạng. Vào năm 1885, tướng De Courcy dẫn quân lính vào thành nội lục soát kho tàng Nhà Nguyễn lấy đi 1.900 kg vàng, và 60 tấn bạc, gồm cả tiền thưởng và các thỏi vàng thỏi bạc. Từ thời vua Hàm Nghi trở về sau, triều đình Nhà Nguyễn không còn đủ lực để đúc tiền thưởng bằng kim loại quý với số lượng lớn, thay vào đó thì đúc bằng bạc mạ vàng hoặc nếu đúc bằng vàng thì với số lượng rất ít.
Bảo tàng lịch sử quốc gia hiện là đơn vị sở hữu bộ sưu tập tiền thưởng triều Nguyễn đồ sộ và đa dạng nhất về chủng loại. Nguồn gốc sưu tập hoàn toàn từ kho tàng của Cung đình Huế bàn giao cho chính quyền cách mạng sau Cách mạng tháng Tám năm 1945. Toàn bộ bảo vật triều Nguyễn (bao gồm cả bộ sưu tập tiền thưởng) được Bộ Tài chính Việt Nam bàn giao cho Bảo tàng Lịch sử Việt Nam vào ngày 17-12-1959. Sau đó, vì lý do an ninh, an toàn, bộ sưu tập này được Bảo tàng đóng thùng, niêm phong gửi Ngân hàng Nhà nước Việt Nam. Kể từ khi tiếp nhận lại từ kho Ngân hàng Nhà nước năm 2007 đến nay, Bảo tàng Lịch sử Việt Nam (nay là Bảo tàng Lịch sử Quốc gia) đã tổ chức bảo quản, kiểm kê và nghiên cứu bước đầu.
Bộ sưu tập tiền thưởng triều Nguyễn của Bảo tàng Lịch sử Quốc gia thuộc các đời vua Gia Long, Minh Mạng, Thiệu Trị, Tự Đức, Đồng Khánh, Thành Thái, Khải Định, Bảo Đại là chủ yếu, còn các triều vua Dục Đức, Hiệp Hòa, Kiến Phúc, Hàm Nghi, Duy Tân không thấy có trong sưu tập tiền thưởng này.
Trên phần lớn các xu tiền thưởng luôn xuất hiện từ "thông bảo" (đồng tiền lưu hành thông dụng), dưới thời Minh Mạng và Triệu Trị, những đồng tiền thưởng bằng vàng và bạc này thực ra có thể sở hữu song song chức năng tiền tệ lưu hành và cả chức năng ban thưởng như kỷ niệm chương hoặc huân chương, nhưng dần dần chức năng ban thưởng trở nên độc quyền. Điều này sẽ đặc biệt rõ ràng sau thời vua Tự Đức; do đó nhiều tác giả đã xem thuật ngữ phù hợp dành cho tiền thưởng triều nguyễn chính là huân chương hoặc Kỷ niệm chương.

### Tiền thưởng xu tròn

#### Mặt trước xu
Đối với loại tiền thưởng hình tròn thì một mặt sẽ được đúc nổi niên hiệu của nhà vua cùng hai chữ Thông bảo (通寶). Chẳng hạn như: "Minh Mệnh thông bảo (明命通寶)", "Tự Đức thông bảo (嗣德通寶)"... Cũng có các trường hợp hai chữ Thông bảo (通寶) được thay bằng các chữ khác. Ví dụ như: Bảo Đại bảo giám (保大寶鑑),.... Ngoài ra còn có những trường hợp chữ thông (通) được thay thế bằng các chữ khác như trọng (重0), nguyên (元), hưng (興)... Nhưng các trường hợp như vậy cũng là rất hiếm trên loại hình tiền thưởng.
Đối với những xu tiền thưởng mặt trước không có trang trí hình ảnh thì sẽ đúc nổi niên hiệu của nhà vua, ở trường hợp ngược lại, nếu mặt trước có khắc linh vật thì mặt sau sẽ đúc nổi niên hiệu. Vì trên thực tế, không phải loại tiền thưởng nào cũng có hình ảnh trang trí, một số loại cả 2 mặt của xu đều là chữ Hán.
Tiền thưởng triều Nguyễn có hoa văn trang trí đa dạng, linh động và biến ảo nhất trong tất cả các triều đại của lịch sử Việt Nam. Chẳng hạn, có những đồng trang trí hoa dây, cây cỏ, Mặt trời, Mặt trăng, núi non..., lại có những đồng trang trí, khắc họa hình ảnh các con vật thiêng, như: rồng, hổ phù, long mã. Đặc biệt là dòng tiền thưởng phi long được đúc dưới thời vua Minh Mạng, với hình rồng 5 móng uốn lượn hình chữ "S" mà nhiều học giả cho rằng dường như là dấu ấn sâu đậm về hình hài đất nước Việt Nam dưới thời Nguyễn.

#### Mặt sau xu
Mặt sau của tiền thưởng thường được đúc nổi những mỹ từ bằng chữ Hán theo kiểu chữ Chân rõ ràng và dễ đọc, thường gồm 4 hoặc 8 chữ, gọi là mỹ hiệu. Thông điệp trên những đồng tiền này thường mang ý nghĩa tốt lành, chúc phúc cho nhà vua, cầu bình an cho đất nước, cầu được mùa, giáo dục Tam cương ngũ thường. Chẳng hạn, thời Minh Mạng có những mỹ hiệu 8 chữ như: "Hiền hiền, thân thân, lạc lạc, lợi lợi", nghĩa là hiền với người hiền, thân với người thân, vui cái vui, lợi cái lợi; "Nguyên lưu thuận quỹ, niên cốc phong đăng", nghĩa là nguồn nước thuận dòng, hằng năm được mùa; "Đắc vị, đắc danh, đắc lộc, đắc thọ", nghĩa là được địa vị, được công danh, được lộc, được sống lâu... Nội dung của nhiều đồng tiền thưởng trên thực tế không chỉ giáo dục nhân cách con người theo mô phạm đạo đức truyền thống, mà còn thiên về khía cạnh giáo dục chính trị đạo đức".
Thời vua Thành Thái có 1 đồng tiền thưởng mạ vàng có khắc thơ, với đường kính 6,5 cm và nặng 4g. Nội dung bài thơ được dịch nghĩa như sau:
Phiên âm:
Quyết ngoan thiên niên hóa,
Đăng lưu vạn thế truyền,
Thù huân chương hữu đức,
Sở bảo giả duy hiền.
Dịch nghĩa:
Ngọc ngàn năm đổi sắc,
Vàng muôn thuở truyền đời,
Đền ơn người có đức,
Quý giá nhất hiền tài.

### Tiền thưởng bằng thỏi
Trên các thỏi tiền thưởng được đúc bằng vàng hoặc bạc, nội dung chữ khắc chìm hay đúc nổi là niên hiệu vua như đã nói ở trên cùng hai chữ niên tạo (年造) như "Gia Long niên tạo (嘉隆年造), "Thiệu Trị niên tạo (紹治年造)"... Và các từ chỉ địa điểm xưởng đúc tiền, trọng lượng, mệnh giá, thời gian... Ví dụ như: Trung bình (中平), giáp (甲), công (公), trung bình ngân phiến ngũ tiền (中平銀片五錢), Đinh Mùi (丁未), Sơn Tây (山 西), Bình Định (平 定).

### Phân loại

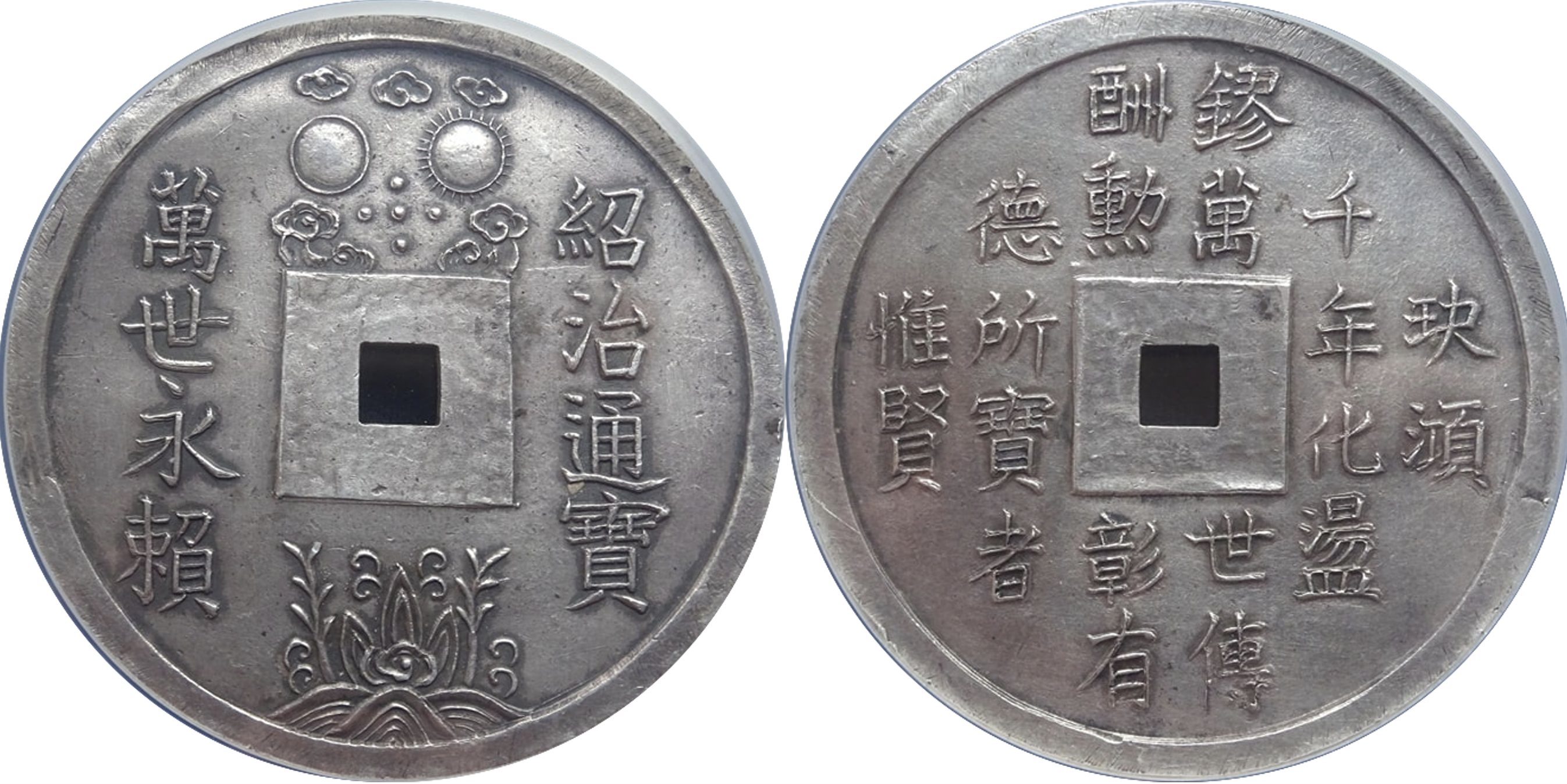
Xu bạc: 1 lạng Thiệu trị Thông bảo được đúc trong giai đoạn 1841-1847, dưới thời trị vì của Vua Thiệu Trị, vị quân chủ thứ 3 của Nhà Nguyễn. Đồng xu có đường kính lên đến 63 mm, khối lượng 38,19 g; gấp 1,62 lần đường kính và 1,41 lần khối lượng của xu đô la thương mại Tây Ban Nha

Tiền thưởng được chia ra làm 3 hạng, gồm có Đại hạng nặng 1 lạng; Trung hạng nặng từ 5 tiền trở lên và Tiểu hạng nặng từ 4 tiền đến 0,5 tiền. Hoa văn đúc trên tiền thưởng rất đa dạng và mỹ thuật hơn rất nhiều so với tiền xu lưu hành ngoài thị trường.

### Tỷ lệ kim loại quý
Xu bạc Phi long được đúc dưới thời Minh Mạng giai đoạn đầu (1832) có tỷ lệ bạc là 70%, kể từ năm 1834 thì tỷ lệ bạc trong xu tăng lên 80%.

## Người nước ngoài đánh giá về tiền thưởng triều Nguyễn
Năm 1905, khi Schroeder xuất bản tác phẩm Etudes numismatiques sur l'Annam, từ "huy chương" được dùng để chỉ tiền thưởng:
| “                                              | "Người An Nam không phân biệt giữa tiền tệ và cái mà chúng ta gọi là huân chương; đối với họ, tên gọi duy nhất của họ trong cả hai trường hợp là tiền. Ngoài ra, các huân chương, giống như đồng xu, trên mặt có niêm hiệu của triều đại và chúng tôi xin nhấn mạnh, với những trường hợp rất hiếm hoi, hai ký tự thông bảo, một dấu hiệu cho thấy đây là tiền tệ lưu thông hợp pháp (...) | ” |
| — Schroeder - Etudes numismatiques sur l'Annam | |   |

## Những dịp vua ban tiền thưởng

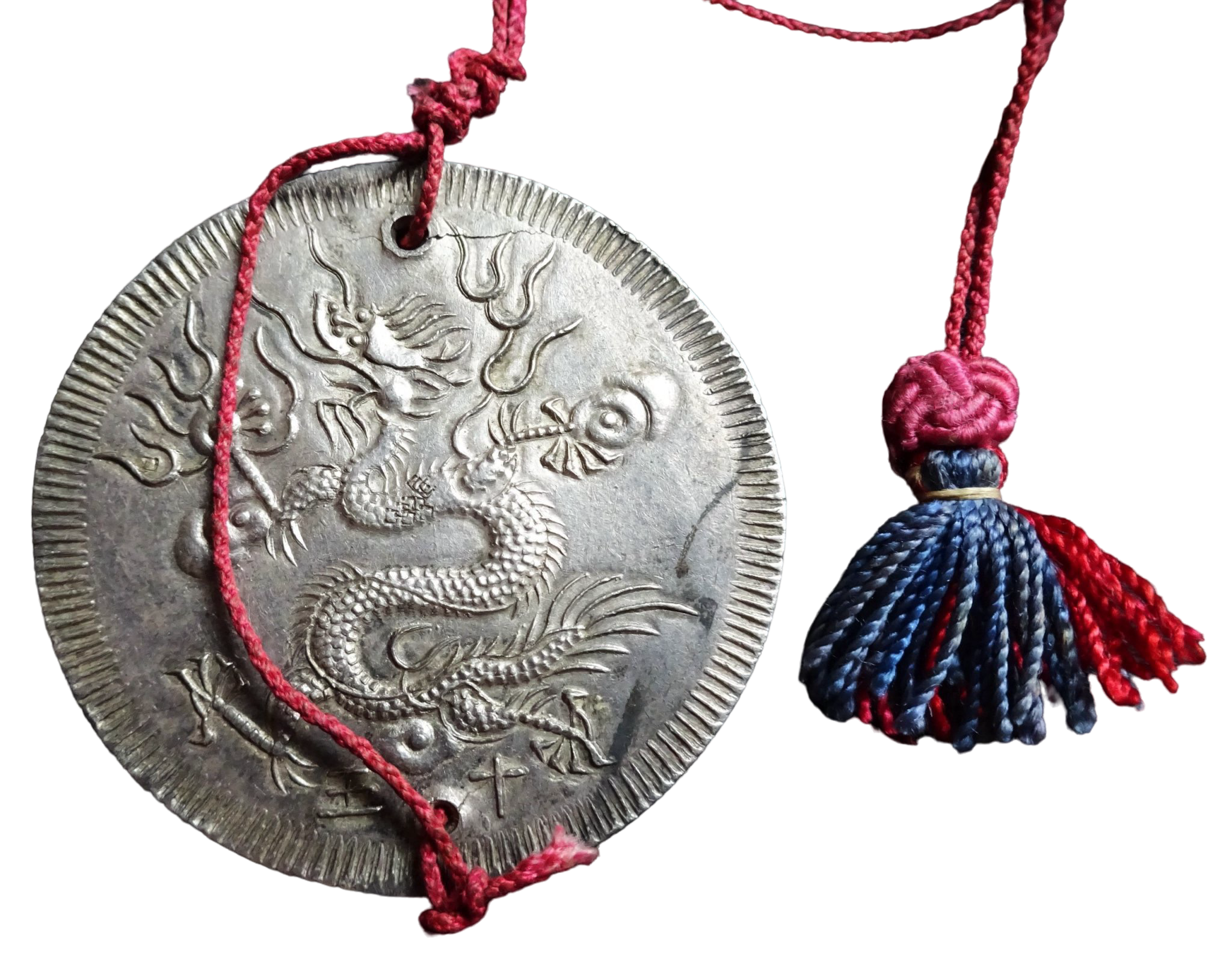
Tiền thưởng Phi long được khoan 2 lỗ nhỏ ở trên và dưới của đông xu để đính kèm dải huyền bội thuỳ anh, hình thức này chỉ xuất hiện vào cuối triều Nguyễn, đặc biệt là dưới thời Pháp thuộc, chứ khi đúc xu hoàn toàn không có những lỗ nhỏ này. Việc khoan lỗ khiến cho đồng xu dễ để lại vết nứt.

### Tết Nguyên đán
Thông thường, sau khi các thần tử làm lễ khánh hạ ngày mồng 1 Tết âm lịch, nhà vua sẽ bắt đầu ban yến tiệc và ban tiền thưởng xuân cho các quan lại và tông thất. Thời Gia Long việc thưởng tết không được nhắc đến nhiều có lẽ vì đất nước vừa được thống nhất, đang trong tình hình bình ổn sau chiến tranh, nên việc ban thưởng nhân dịp tết không được tổ chức nhiều, chỉ một lần được nhắc đến là vào năm 1808:
| “                                  | ... ngày Tết Nguyên đán thưởng cho thân công cùng các vương tử 20 lạng bạc, các quan văn võ chánh thất phẩm 10 lạng bạc, tòng nhất phẩm 9 lạng bạc, chánh nhị phẩm 6 lạng, tòng nhị phẩm 5 lạng. | ” |
| — Khâm định Đại Nam hội điển sự lệ | |   |

Từ thời Minh Mạng, để động viên, khích lệ trăm quan trong một năm đã ra sức giúp vua công việc triều chính, triều đình tổ chức việc ban thưởng ngày tết điều độ hơn; trước đó, vua Minh Mạng đã ra lệnh cho phủ Tôn Nhân, bộ Lại, bộ Lễ và bộ Binh lập danh sách những người xứng đáng được thưởng. Năm Đinh Dậu (1837), để tỏ ý ơn vua rộng rãi ân trạch, vua Minh Mạng đã xuống dụ cho bách quan triều đình:
| “                     | Lục phẩm ban văn, Ngũ phẩm ban võ, tuy quan thấp, chức nhỏ, nhưng cũng là làm việc cần cù suốt năm. Nên gia ơn cho bắt đầu từ tháng giêng sang năm, các viên văn chánh Lục phẩm, võ chánh Ngũ phẩm lấy ngày mồng 2 ban cho yến hạng có thứ bậc. | ” |
| — Minh Mệnh chính yếu | |   |

Ngoài việc dự yến, các quan lại còn được thưởng thêm tiền, tùy theo chức trách của từng người mà tiền thưởng cũng có phần khác nhau. Cụ thể là các vương tử, chư công (công tước), mỗi người được thưởng 1 đồng tiền vàng Minh Mạng khắc rồng bay, ngân tiền lớn nhỏ đều 10 đồng. Quan lại ở Kinh đô, chánh Nhất phẩm, ban tiền thưởng Phi long bằng bạc lớn nhỏ 10 đồng, tòng Nhất phẩm 9 đồng, chánh Nhị phẩm 8 đồng; tòng Nhị phẩm 6 đồng; chánh Tam phẩm 5 đồng, chánh Tứ phẩm 3 đồng, tòng Tứ phẩm 2 đồng. Các viên hành tẩu ở phủ Nội vụ tòng Ngũ phẩm trở xuống đều 1 đồng.
Tuy nhiên, các vị vua Nguyễn sau này như Hàm Nghi, Đồng Khánh, Thánh Thái, Duy Tân... việc ban tiền thưởng nhân dịp Tết được tổ chức đơn giản hơn. Thường thì vào ngày tết, các vị vua thường ban đặc ân cho quần thần và dân chúng, tỏ ý ban ơn rộng khắp, việc đãi yến linh đình đều bãi bỏ. Những người không được dự ban như lính hương binh, lính đồn điền cùng những người cố sức làm việc để chuộc tội thì thưởng cho tiền gạo lương một tháng, hay là một quan tiền.

### Ban tặng cho người có công trạng đặc biệt

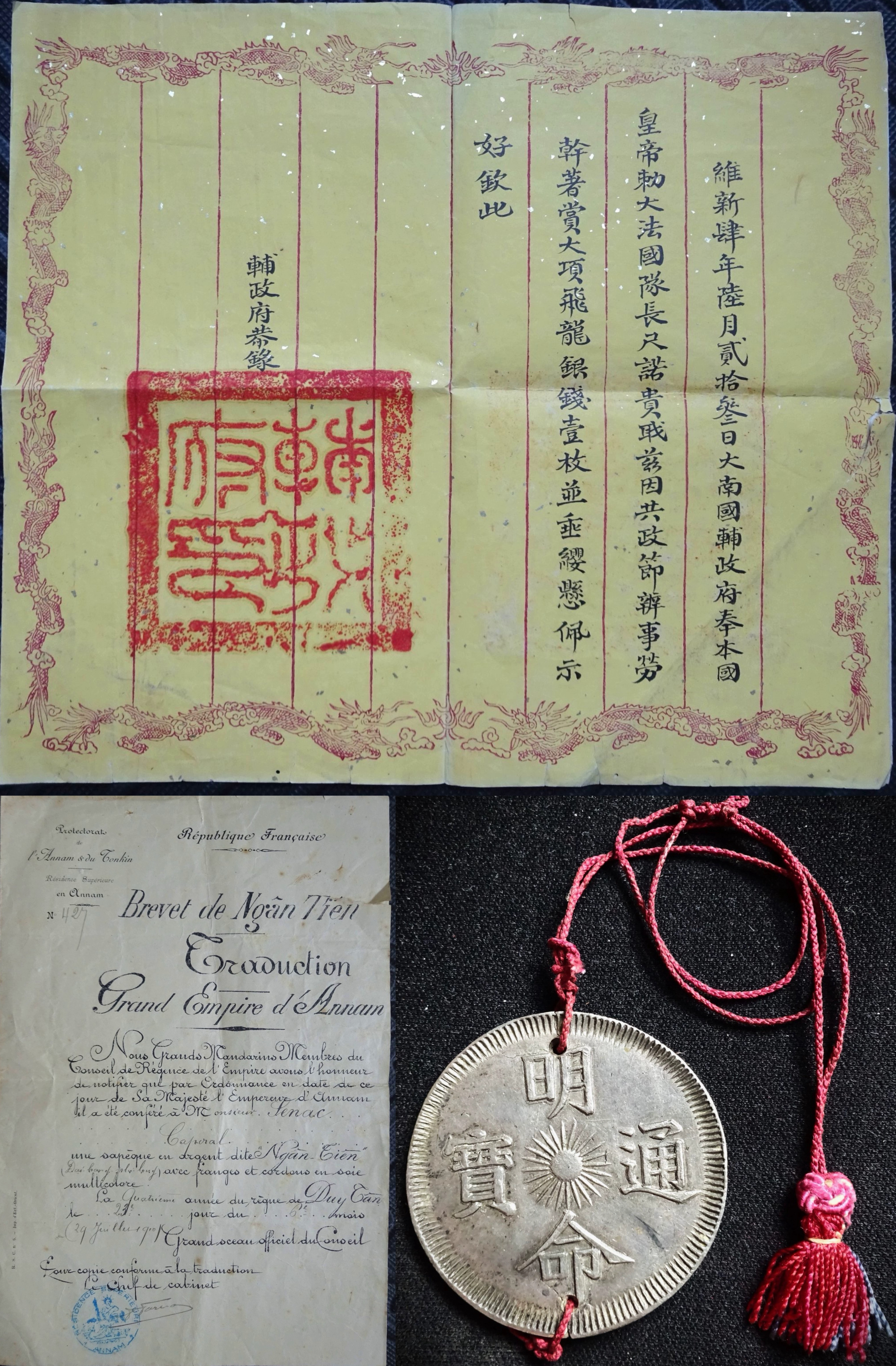
Sắc chỉ của triều đình Huế ban tặng tiền thưởng cho một người Pháp, nội dung như sau: Ngày 23 tháng 06 năm Duy Tân thứ 4 (1910), Phụ chính đại thần nước Đại Nam vân mệnh hoàng đế bản quốc ban sắc cho quý Đội trưởng Xích Nặc người Pháp: Nay nhân quý quan từng nhiều lần cùng lo chính sự, công lao rõ ràng, cho nên ban thưởng cho một đồng tiền Phi long hạng lớn bằng bạc cùng dải huyền bội thuỳ anh để biểu thị tốt đẹp. Khâm thử!; Chiếu chỉ bằng chữ Hán có đính kèm thư xác nhận của Khâm sứ Trung Kỳ

Tiền thưởng không chỉ được các vua dùng ban tặng cho triều thần, vương công quý tộc nhân các dịp khánh tiết, lễ tết quan trọng, tiền thưởng còn được ban cho những người có công trạng với đất nước ở bất kỳ lĩnh vực nào, từ dân sự cho đến quân sự và cũng không phân biệt đối tượng được trao, họ cũng có thể là thường dân, binh lính...
Điển hình như gia tộc họ Lê Văn ở Sơn Bình, Hương Sơn, Hà Tĩnh vẫn còn lưu giữ được 5 đồng bạc Phi long được đúc dưới thời Minh Mạng, những đồng tiền thưởng này được triều Nguyễn ban tặng cho ông Lê Văn Hoa vì đã có công cứu tế nhân dân những năm mất mùa, đói kém. Căn cứ vào gia phả họ Lê Văn (bản Hán Nôm):  ông Lê Văn Hoa là một người thông minh, học giỏi nhưng không tham gia thi cử mà chỉ tập trung vào làm ăn kinh tế và khai khẩn mở mang điền trang. Được thừa kế tài sản của gia đình, lại là người giỏi sản xuất, kinh doanh nên đã trở nên giàu có. Ông Hoa còn là người có tấm lòng bác ái, thương yêu người nghèo khó nên trong những năm mất mùa, dịch bệnh hay ngày giáp hạt, dân tình đói kém, ông mở kho lương của gia đình để chẩn bần, vì thế mà tiếng thơm của ông và gia tộc Lê Văn lan truyền khắp nơi. Với những đóng góp đó, năm Tự Đức thứ 14 (1861), ông Lê Văn Hoa được triều đình ban thưởng bức đại tự "Lạc quyên nghĩa môn" và 5 đồng tiền thưởng Phi long bằng bạc được đúc dưới thời vua Minh Mạng.
Càng về sau tiền thưởng càng trở nên quan trọng, đặc biệt là dưới thời Pháp thuộc, tiền thưởng đã trở thành một dạng kỷ niệm chương hoặc huân chương, chúng được đục 2 lỗ nhỏ ở trên và dưới đồng xu để đeo dải thùy anh, hay dải ruy băng bằng lụa màu để đeo ngực như biểu dương công trạng. Những người được ban tặng tiền thưởng cũng được kèm theo 1 tờ lục chỉ đề rõ công trạng và ngày cấp. Nhiều quan chức thuộc địa người Pháp đã được các vua triều Nguyễn ban tặng tiền thưởng để ghi công trạng, điển hình như năm 1910, niên hiệu Duy Tân thứ 4, thay mặt nhà vua, Phụ chính đại thần nước Đại Nam đã ban cho Đội trưởng Xích Nặc người Pháp 1 đồng tiền thưởng Phi long hạng lớn bằng bạc cùng dải huyền bội thuỳ anh, để tưởng thưởng cho công trạng của ông này.

## Chức năng tiêu dùng của tiền thưởng
Theo tác giả người Pháp Francois Joyaux thì mục đích ban đầu của triều Nguyễn cho đúc đồng bạc Phi long là để cạnh tranh với đồng Real Tây Ban Nha đang được lưu hành trong nước thông qua thương mại quốc tế. Họ cho đúc đồng Phi long bắt chước theo cả về hình dáng bên ngoài cũng như kim loại. Do đó chúng được dự định là để lưu hành. Tuy nhiên, đây là một hình thức suy luận của tác giả người nước ngoài, chứ trong các sử liệu chính thống của Nhà Nguyễn không có nội dung nào nói về điểm này. Nhiều nhà nghiên cứu Việt Nam tin rằng việc đúc tiền thưởng dưới dạng xu tròn để ban thưởng cho quan lại và người có công là nhầm mục đích tiết kiệm so với việc ban thưởng bằng thỏi vàng hoặc bạc, và đương nhiên là những xu bạc không lỗ có thể là đã bắt chước đô la Tây Ban Nha đương thời, rất phổ biến ở Việt Nam, chứ trong hàng nghìn năm lịch sử Việt Nam chưa từng ghi nhận tiền xu được đúc bằng vàng hoặc bạc.
Trong quá trình thanh toán thương mại, tiền xu bằng đồng do nhà nước phát hành và cả ngoại tệ đều được sử dụng. Nhưng vàng và bạc dưới dạng thỏi và tiền thưởng dưới dạng xu tròn bằng kim loại quý trên thực tế rất ít được lưu hành mà đều được triều đình Huế lưu trữ tại kho bạc.
Những tiền thưởng được đúc bằng vàng, bạc không được lưu hành ngoài thị trường như một dạng tiền tệ chính thức, vì số lượng đúc không nhiều và cũng không được phổ biến. Tuy nhiên, các vua Nguyễn trong thời kỳ đầu, chủ yếu dưới thời vua Minh Mạng, Thiệu Trị và Tự Đức thường ban tiền thưởng dạng xu tròn cho các triều thần trong dịp lễ Tết nguyên đán thay cho thỏi bạc và vàng như thời Gia Long hoặc giai đoạn đầu triều đại Minh Mạng, nên có thể những xu tiền thưởng này đã được các vị quan sử dụng và tao đổi ngoài thị trường dưới dạng giao dịch kim loại quý tương tự như bạc hoặc vàng thỏi, hoặc dùng để trao đổi với các xu bạc thương mại quốc tế đương thời như đồng Đô la Tây Ban Nha hoặc 8 real Mexico rất phổ biến ở trong lãnh thổ Việt Nam. Tuy nhiên, những đồng xu bạc Phi long với Đô la thương mại Tây Ban Nha - Mexico không thể được trao đổ ngang giá, vì đồng Phi long ít hơn 2,6 gam bạc, dù trọng lượng của Phi long lớn hơn 0,2 gam.
Tuy nhiên, tiền thưởng được đúc bằng chất liệu đồng thì ngược lại, được đúc với số lượng lớn và chúng được sử dụng lưu hành chính thức. Vì thế mà trong dân gian đã dùng chúng để làm bùa may mắn và bình an. Điển hình như loại tiền thưởng bằng đồng, được đúc dưới thời vua Minh Mạng có đường kính lên đến 50 mm, đúc ra với mục đích biểu dương công đức nhà vua, tán dương triều đại. Tiền này được lưu trữ ở tất cả ngân khố ở các tỉnh và đặc biệt được trữ tại ngân khố kinh thành. Loại tiền này cũng được lưu thông và tất nhiên giá trị của chúng cao hơn những đồng tiền nhỏ. Ký hiệu tiền tệ, niên đại chế tạo, địa phương đúc đều được đúc rõ ràng trên tiền.
Tiền thưởng cuối triều Nguyễn đã được nâng tầm giá trị, chúng được xem là một dạng kỷ niệm chương, thậm chí là huân chương, được ban tặng cho người có công trạng, nên chúng thường được các gia tộc giữ lại như một dạng bảo vật của dòng họ kèm các sắc chỉ.

## Văn hoá dân gian
Theo một số tài liệu đầu thế kỷ XX, có một nhóm người Việt đánh Pháp, khi ra trận họ sẽ ngậm đồng tiền thưởng Minh Mạng, vì tin rằng nhờ đó mà dao và súng sẽ không chạm đến cơ thể của mình. Ngoài ra, người ta còn dùng những đồng tiền thưởng Minh Mạng loại lớn, đường kính khoảng 35 mm làm mặt dây chuyền đeo vào cổ cho trẻ con với mục đích trừ bệnh tật, tà ma...

## Quan niệm sai lầm
Một số nhà sưu tầm đã xem tiền thưởng của triều Nguyễn như là một dạng Đô la thương mại, vì một số loại tiền thưởng dưới dạng xu tròn được đúc bằng kim loại quý, đặc biệt là xu bạc Phi long của vua Minh Mạng, với các thông số gần giống như Đô la Tây Ban Nha hay Real Mexico (Xu bạc Con cò): Tỷ lệ bạc trong xu bạc Phi long 1832 là 70%, sau đó tăng lên 80% trong xu bạc năm 1834 và trọng lượng xu cũng tăng từ 25g lên 27,27g vào năm 1835.
Tuy nhiên tiền thưởng triều Nguyễn hoàn toàn không phù hợp để đưa vào tiêu chí này, vì chúng chỉ được sử dụng với mục đích ban thưởng cho quan lại và vương công quý tộc trong các dịp lễ và khánh tiết hoặc cho người có công trạng như một dạng huy chương hay kỷ niệm chương chứ không được lưu hành chính thức hay phục vụ cho việc trao đổi thương mại. Tác giả Francois Joyaux trong tác phẩm Monnaies Impériales d'Annam đã cho rằng vua Minh Mạng cho đúc đồng bạc Phi long nhầm mục đích cạnh tranh với Đô la Tây Ban Nha và dự định cho lưu hành chính thức, nhưng trên thực tế thì chúng chưa từng được phát hành chính thức bởi triều Nguyễn và chỉ được dùng dưới dạng tiền thưởng. Trong khi đó, những đồng xu tiền thưởng có mệnh giá 1 lạng thì có đường kính quá lớn, điển hình như đồng 1 lạng Thiệu Trị thông bảo - Vạn thế vĩnh lại, có đường kính lên đến 64mm, gấp 1,62 lần đường kính tiêu chuẩn của đồng đô la thương mại, một kích thước quá lớn, không phù hợp để lưu hành chính thức.
Bản thân những người có công trạng được triều đình ban tiền thưởng bằng vàng hoặc bạc cũng thường giữ chúng lại và truyền đời trong gia tộc chứ không bán đi, ngoại trừ một số trường hợp bị mất cắp hoặc các hậu duệ đời sau mang bán cho các nhà sưu tầm. Trong tác phẩm Etudes numismatiques sur l'Annam xuất bản năm 1905, tác giả Schroeder đã gọi tiền thưởng triều Nguyễn là "huân chương".

## Những thông tin đặc biệt
1. Sau năm 1975 tại hải ngoại, nhiều chủ tiệm kim hoàn người gốc Việt tiết lộ rằng họ đã nấu chảy những đồng tiền thưởng bằng vàng được đúc dưới triều Nguyễn do người ta đem bán theo giá vàng.[24]